# Tu canción
«Tu canción» es una balada romántica compuesta por Raúl Gómez y Sylvia Santoro, producida por Pablo Cebrián e interpretada a dúo por los cantantes Amaia Romero y Alfred García. Fue elegida para representar a España en el Festival de la Canción de Eurovisión de 2018 en una gala especial de la novena temporada de Operación Triunfo, en 2017.

## Festival de Eurovisión

### Antecedentes
En noviembre de 2017, se comenzaron ciertas especulaciones acerca de que el representante de España en el Festival de la Canción de Eurovisión 2018 sería uno de los concursantes de Operación Triunfo 2017. El 4 de diciembre de ese mismo año, el presentador Roberto Leal confirmaba los rumores durante la sexta gala del programa.
Finalmente, el 23 de enero de 2018 se revelaron los temas candidatos a representar a España en Eurovisión.
El 29 de enero se celebró la gala de Eurovisión. «Tu canción» fue elegida como representante de España en el Festival de la Canción de Eurovisión 2018 con el 43 % de los votos del público.

### Festival de la Canción de Eurovisión 2018
El martes 8 de mayo tuvo lugar la primera semifinal de Eurovisión donde España votó. Hay que recordar que España, al ser miembro de los cinco grandes, tiene el pase garantizado para la final. Amaia y Alfred estuvieron presentes en la primera semifinal y se mostró un minuto del ensayo general de la canción del día anterior.
Finalmente, el 12 de mayo se celebró en Lisboa la gran final del festival, en la que actuaron en segundo lugar. Acabaron en el puesto 23 de 26, con un total de 61 puntos.

## Lanzamiento
El 23 de enero de 2018, durante la emisión del veinticuatro horas de Operación Triunfo 2017, fueron revelados los temas que aspirarían a representar a España en el Festival de la Canción de Eurovisión 2018. Ese mismo día, la maqueta de «Tu canción» fue mostrada al público por primera vez. Más tarde, el 26 de enero, fue grabada la primera versión de la canción por Amaia y Alfred y dos días después, el 28 de enero, el tema se lanzó en plataformas digitales a modo de descarga digital y streaming.
La versión definitiva, que fue anunciada en el mes de febrero, se estrenó oficialmente el 7 de marzo en la página web de RTVE, en plataformas digitales el 12 de marzo y en físico el 23 de marzo.

## Recepción

### Comercial
En su primera semana a la venta, «Tu canción» entró dentro de la lista Top 100 canciones de la asociación Promusicae en el cuarto puesto de la lista. En febrero, el tema alcanzó la posición número 3 en la lista, su posición más alta hasta el momento. El 14 de marzo fue certificada como disco de oro tras vender más de 20 000 copias y el 9 de mayo como disco de platino. En Spotify, consigue las diez millones de reproducciones convirtiéndose en la canción de Eurovisión más escuchada en la plataforma.

## Vídeo musical
El vídeo musical fue grabado en febrero de 2018 en un estudio en Madrid. Fue dirigido por Gus Carballo. El 18 de febrero, RTVE publicó el trascámara del vídeo. A finales de febrero se reveló que el vídeo saldría antes del 15 de marzo de ese mismo año.
Finalmente, el vídeo se estrena el 9 de marzo en un programa especial presentado por Roberto Leal y transmitido en La 1 en horario central. El 11 de marzo, el vídeo fue publicado en el canal oficial de YouTube de Eurovisión, siendo acogido por un total de cuatro millones de visualizaciones convirtiéndose en la segunda canción más reproducida en YouTube de las cuarenta y tres candidatas al festival europeo, después de «Toy», de Netta Barzilai.

## Interpretaciones en directo

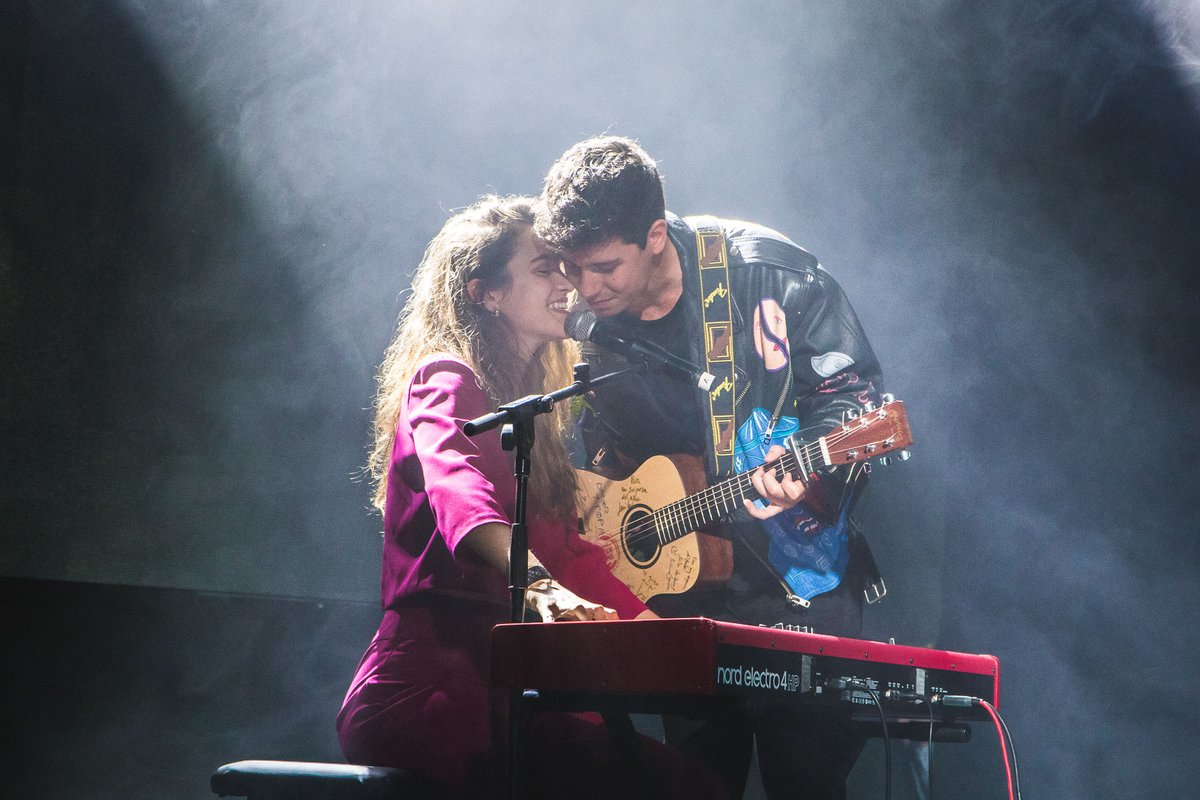
Amaia y Alfred durante su actuación en la Eurovisión-Spain Pre-Party.

Amaia y Alfred presentaron la canción en directo por primera vez en la gala de Eurovisión de Operación Triunfo 2017 el 29 de enero de 2018 en las dos rondas de votaciones. El 13 de febrero, interpretaron la canción nuevamente en gala OT Fiesta.
El 26 de febrero, realizan una versión acústica en el programa de entrevistas El hormiguero en Antena 3. El 11 de marzo, de nuevo interpretan la misma versión en el programa Viva la vida en Telecinco.
El 3 de marzo fue el primer concierto de la GiraOT en el Palau Sant Jordi de Barcelona. Una de las canciones que sonaron esa noche fue «Tu canción», además el 17 de marzo también estuvieron en el palacio Vistalegre de Madrid.
 Alfred y Amaia interpretan también la canción en la entrega de los Premios Dial en el Auditorio de Tenerife, en Santa Cruz de Tenerife, retransmitida en directo por Divinity el 15 de marzo. El 24 de ese mismo mes, la canción es también cantada en el concierto benéfico de La noche de Cadena 100 en el WiZink Center de Madrid. Al día siguiente, actúan como invitados en el concurso Fama, ¡a bailar!, emitido en el canal #0.
Como representantes de España en Eurovisión, pudieron actuar en algunas de las prefiestas que se realizan por varias ciudades de Europa: el 5 de abril visitaron la London Eurovision Party, celebrado en el Café de París de Londres; fueron invitados también al Israel Calling el 10 de abril en Tel Aviv, el 14 de abril al Eurovision in Concert llevado a cabo en el AFAS Live de Ámsterdam, y finalmente interpretaron la canción ejerciendo de anfitriones durante la Eurovision-Spain Pre-Party, que se llevó a cabo en la Sala La Riviera de Madrid.
Alfred y Amaia interpretaron la canción en vivo durante la final del Festival de Eurovisión 2018 en el Altice Arena de Lisboa, Portugal, el 12 de mayo de 2018.

## Formatos
| Descarga digital y físico |              |          |  |
| N.º                       | Título       | Duración |  |
| 1.                        | «Tu canción» | 3:00     |  |

## Posicionamiento en listas

### Listas semanales
| País   | Lista      | Mejor posición |
| ------ | ---------- | -------------- |
| España | PROMUSICAE | 3              |

### Certificaciones
| País   | Organismo certificador | Certificación | Ventas certificadas | Ref.  |
| ------ | ---------------------- | ------------- | ------------------- | ----- |
| España | PROMUSICAE             | Platino       | 40.000              | [ 9 ] |

## Historial de lanzamientos
| País    | Fecha               | Formato          | Ref.   |
| ------- | ------------------- | ---------------- | ------ |
| Mundial | 28 de enero de 2018 | Descarga digital | [ 6 ]  |
| Mundial | 12 de marzo de 2018 | Descarga digital | [ 8 ]  |
| España  | 23 de marzo de 2018 | Sencillo en CD   | [ 28 ] |